# Amir Sommer
Amir Sommer (hebreiska: =אמיר סומר), född 1993 i Haifa, är en israelisk poet och spoken word-artist. Hans mor är en rumänsk-född läkare ättling till Carol II av Rumänien samt dennes judiska älskarinna Elena Lupescu, och hans far en tyskfödd ingenjör. Han har gått vid konstskolan Ḳamerah obsḳurah i Tel Aviv. Under mitten av 2010-talet deltog han i den israeliska dokusåpan Connected.
Sommer har beskrivits som Israels Kendrick Lamar, och har påverkats av poeter som David Avidan, Yona Wallach och Yair Hurwitz. För sin poesi har han mottagit pris från Israels kulturministerium.
En essä av Sommer finns översatt till svenska i tidskriften Liberal Debatt, liksom tre av hans dikter.